# Гарднър Дозоа
Гарднър Дозоа (на английски: Gardner Dozois) е американски редактор и писател на произведения в жанра научна фантастика.

## Биография и творчество
Гарднър Дозоа е роден на 23 юли 1947 г. в Сейлъм, Масачузетс, САЩ. Чете много фантастични книги, за да се откъсне от провинциализма на града.
След завършване на гимназията през 1965 г., в периода 1966-1969 г. служи като военен журналист в армията. После се премества в Ню Йорк, където работи като редактор в областта на научната фантастика. Бил е основополагащ редактор на най-добрите антологии на научната фантастика и в периода 1984–2004 г. редактор на списанието за научна фантастика „Азимов“, което печели почти всяка година множество награди „Хюго“ и „Локус“ за включените в него произведения.
Първият му разказ „The Empty Man“ е публикуван през 1966 г. Пише предимно разкази. Два от разказите му – „Миротворецът“ и „Утринно дете“ печелят наградата „Небюла“.
Дебютният му роман „Nightmare Blue“ (Кошмарно синьо), в съавторство с Джордж Ефинджър, е издаден през 1975 г. През 2005 г. заедно с Даниел Ейбрахам и Джордж Р. Р. Мартин пишат новелата „Shadow Twin“, която после през 2007 г. разширяват в романа „Бягащият ловец“.
Редактира общо около 150 различни антологии заедно с Джак Дан, Джордж Р. Р. Мартин, Джонатан Страхан, и др. Заедно с Джордж Р. Р. Мартин получават световната награда за фентъзи за антологията си „Dangerous Women“.
На 25 юни 2011 г. е включен в Зала на славата на научната фантастика.
В последните си години боледува много от сърдечно заболяване, а през 2007 г. му е сложен пейсмейкър.
Гарднър Дозоа умира на 27 май 2018 г. във. Филаделфия, Пенсилвания.

## Произведения

### Самостоятелни романи и новели
- Nightmare Blue (1975) – с Джордж Ефинджър
- Strangers (1978)
- Shadow Twin (2005) – с Даниел Ейбрахам и Джордж Р. Р. Мартин
- Hunter's Run (2007) – с Даниел Ейбрахам и Джордж Р. Р. Мартин
Бягащият ловец, изд.: ИК „Бард“, София (2009), прев. Валерий Русинов

### Разкази
частично
- The Empty Man (1966)
- Where No Sun Shines (1970)
- A Dream at Noonday (1970)
- The Sound of Muzak (1970)
- The Peacemaker (1983)
”Миротворецът” в „Армагедони“, изд. „ЕГИ“ (2002), прев. Венелин Мечков

### Сборници
- The Visible Man (1973)
- The Peacemaker and Other Stories (1987) – награда „Небюла“
- Slow Dancing Through Time (1990) – със Сюзън Каспър, Джак Холдеман и Майкъл Суонуик
- Geodesic Dreams (1992)
- Morning Child and Other Stories (2004) – награда „Небюла“
- When the Great Days Come (2011)

### Документалистика
- Writing and Selling Science Fiction (1977) – с Пол Андерсън
- Writing Science Fiction and Fantasy (1991)
- Sense of Wonder (2018)